# Rhacophorus taronensis
Rhacophorus taronensis és una espècie de granota que viu a Myanmar i, possiblement també, a la Xina.